# Systeem (filosofie)
In de filosofie is een systeem een geheel van denkbeelden, die zijn gebaseerd op bepaalde grondbegrippen en grondgedachten.
In de 19de-eeuwse filosofie is het systeembegrip in gebruik gekomen als aanduiding voor de leer, waarin men zich rekenschap geeft van het geheel van de werkelijkheid en van het menselijk denken. Zo spreekt men van de wijsgerige systemen van Kant en Hegel.
Begin 20e eeuw voor de opkomst van de systeemtheorie, begon men in de filosofie het systeem te zien als functionele eenheid. Zo schreven Elsbach ea. in 1931:
Het begrip is een systeem van doorleefdheden. Het oordeel een systeem van begrippen. De theorie een systeem van oordelen. De wetenschap een systeem van theorieën. De kennis een systeem van wetenschappen. Het wijsgerig systeem een systeem van cultuurgebieden. Het allerhoogste in deze lijn is het systeem der wijsgerige systemen. Er is geen steeds gebruikelijke term, waarmee dit allerlaatste systeem door iedereen wordt aangeduid.
Hierbij zag men de wijsgerige systemen als een vak apart. Men veronderstelde hier een complex van grondproblemen, dat als zodanig niet in andere systemen voorkwam.